# Llanfairpwllgwyngyllgogerychwyrndrobwllllantysiliogogogoch
Llanfairpwllgwyngyllgogerychwyrndrobwllllantysiliogogogoch  est un village de l'île d'Anglesey au pays de Galles (Royaume-Uni).
Avec ses 58 caractères et 51 lettres (le ch et le ll ne comptent chacun que pour une seule lettre dans l'alphabet gallois), ce nom de ville est le plus long d'Europe.

## Toponymie
Le gallois Llanfairpwllgwyngyllgogerychwyrndrobwllllantysiliogogogoch, également transcrit Llan-vire-pooll-guin-gill-gog-er-u-queern-drob-ooll-lan-dus-ilio-gogo-goch, qui indique sa prononciation approximative en anglais, et dont la traduction littérale en anglais est « The church of Mary in the hollow of the white hazel near the fierce whirlpool and the church of Tysilio by the red cave », signifie « l'église de sainte Marie dans le creux du noisetier blanc près du tourbillon rapide et l'église de saint Tysilio près de la grotte rouge ».

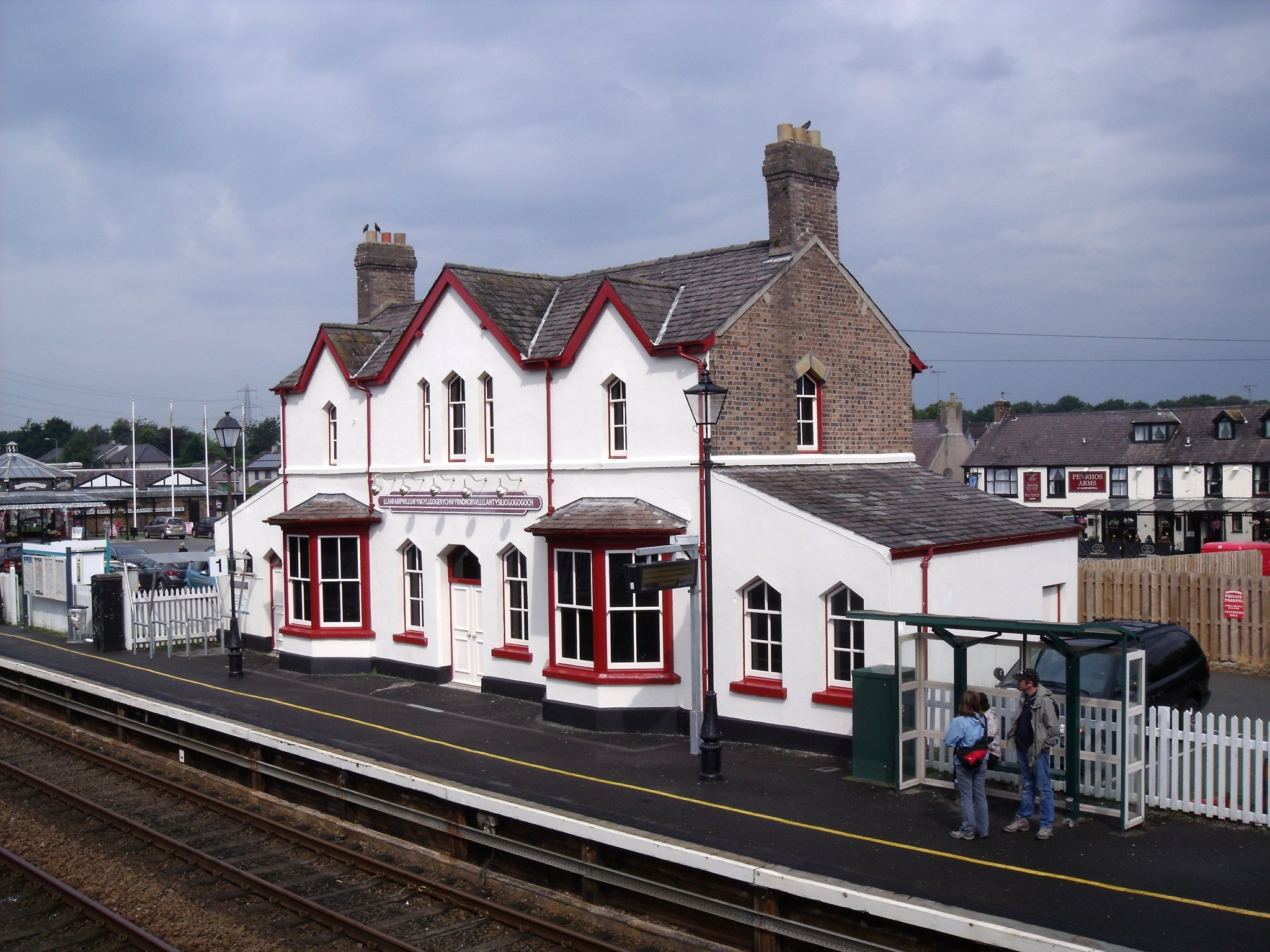
La gare

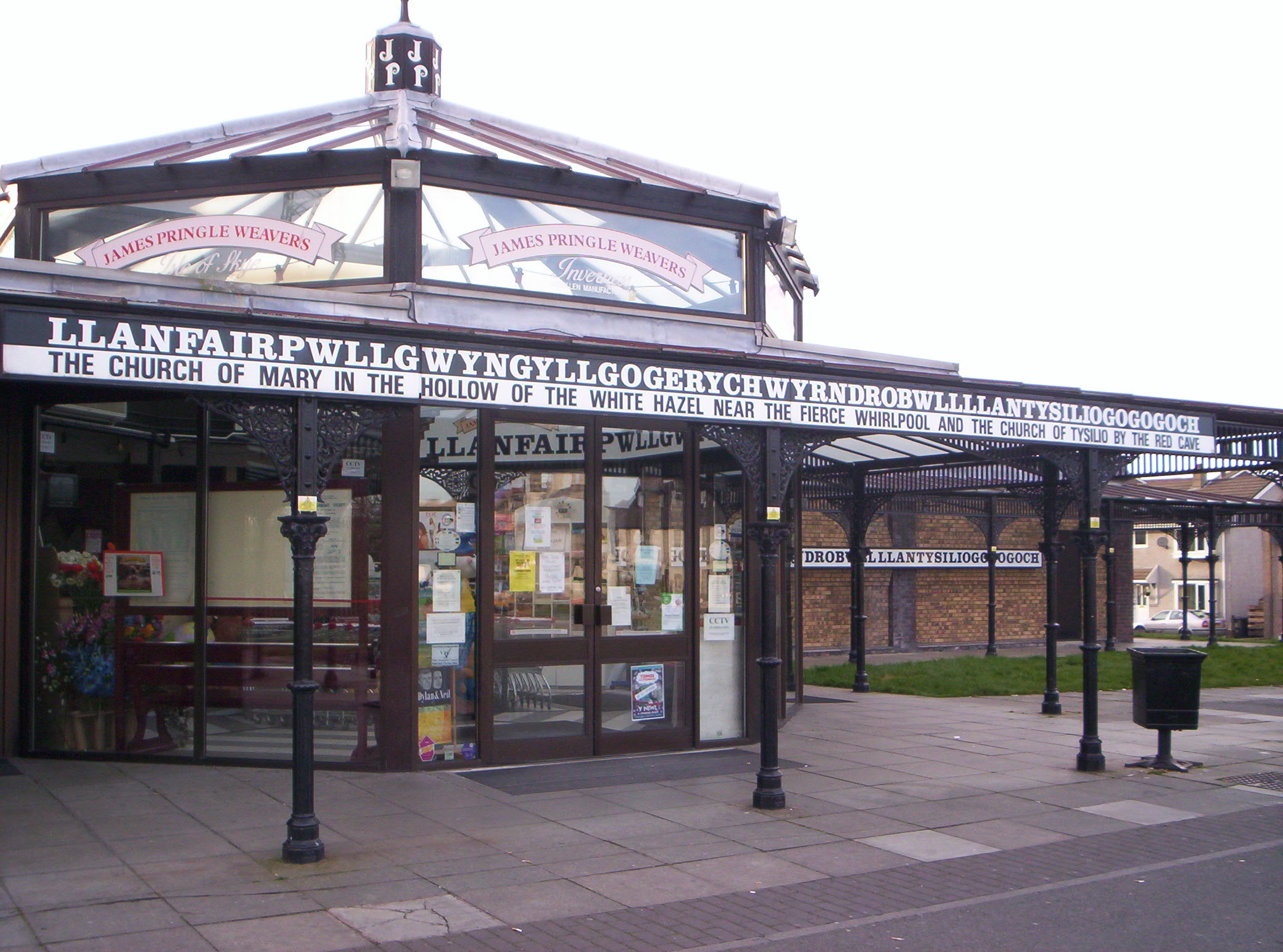
Le nom en gallois et en anglais.

Cependant, le nom du village est souvent abrégé en Llanfair PG (ou Llanfairpwll par les Gallois). Cela suffit à faire la distinction avec les autres lieux du pays de Galles nommés Llanfair. C'est une destination touristique fort visitée. On trouve, entre autres buts à ces séjours, celui de se faire prendre en photo à côté du panneau indiquant le nom de la ville ou de faire tamponner son passeport au bureau local. Une autre attraction touristique est la toute proche colonne du marquis d'Anglesey, d'où l'on a une excellente vue d'Anglesey et sur le détroit de Menai[non neutre].
Le nom a été décidé dans les années 1860 par le conseil du village, principalement pour avoir le privilège d'avoir le nom le plus long d'une gare ferroviaire en Grande-Bretagne. Ce nom ne peut être considéré à proprement parler comme un nom gallois, le nom original de l'endroit étant Llanfair Pwllgwyngyll, ce qui représente tout de même dix-sept lettres dans l'alphabet gallois, et vingt en anglais.
En 2015, l’office de tourisme « Visit Britain » a décidé de doter certains sites touristiques de noms chinois afin de mieux attirer les touristes chinois : pour Llanfairpwllgwyngyllgogerychwyrndrobwllllantysiliogogogoch c’est  健肺村 (Jiàn Fèi Cūn) c’est-à-dire le « village (村 cūn) des poumons (肺 fèi) en bonne santé (健 jiàn) » car c’est une gageure de prononcer son nom sans reprendre son souffle.
En 1973, il a servi de titre à une revue dirigée par Claude Royet-Journoud et Anne-Marie Albiach, où sont notamment parus des poèmes de Jeremy Prynne.
Le nom Llanfairpwllgwyngyllgogerychwyrndrobwllllantysiliogogogoch est aussi utilisé comme mot de passe dans la version cinématographique de Barbarella.

### Prononciation
Le nom complet du village est prononcé comme indiqué en API ci-dessous :
[ˌɬan.vair.puɬ.ˌɡwɪ̈n.ɡɪ̈ɬ.ɡo.ˌɡer.ə.ˌχwərn.ˌdrob.uɬ.ˌɬan.tɪ̈s.ˌil.jo.ˌɡo.ɡo.ˈɡoːχ]. [ɪ̈] peut être remplacé par [ɪ] et [ʊ] dans [pʊɬ, drob.ʊɬ] par [u].
La prononciation approximative française est H’lane-vaïr-pouh’l-gouine-guih’l-go-guér-e-c’houeurn-drôb-ouh’l-h’lane-tis-il-yo-go-go-gauc’h où tous les « c’h » sont des consonnes fricatives uvulaires sourdes [χ] ou des consonnes fricatives vélaires sourdes [x] comme le « ch » du nom allemand « Bach » [bax] ou le « c’h » du breton, et tous les « h’l » sont des consonnes fricatives latérales alvéolaires sourdes [ɬ], un son que l'on ne trouve pas en français et qui ressemble à [hl].

## Histoire
La naissance de Llanfairpwllgwyngyllgogerychwyrndrobwllllantysiliogogogoch commence pendant la période néolithique. L'agriculture était durant une grande partie de son histoire le pilier de l'économie et jusqu'à ce jour la plupart des agriculteurs ne sont que locataires des grandes fermes. En 1844, 92 % des terres de Llanfairpwll étaient détenues par seulement trois personnes. Pendant des siècles, Llanfairpwll était une petite exploitation rurale. En 1563, seulement 80 habitants y vivaient répartis dans 16 habitations. Cependant, en 1801 il y avait 83 maisons et 385 habitants, la plupart d'entre eux vivant dans le vieux village.
Au XIXe siècle, des changements majeurs apparurent à la suite de la construction de la nouvelle route de Thomas Telford dans les années 1820 et l'arrivée du chemin de fer traversant le pont Britannia, au début des années 1850, qui a conduit à l'élaboration d'une nouvelle partie du village autour de la gare ferroviaire. En conséquence, un certain nombre d'artisans, de commerçants et boutiquiers déménagèrent à l’intérieur même du village, et Llanfairpwll devint un important centre commercial, desservant les zones agricoles environnantes de Llanedwen et Penmynydd.

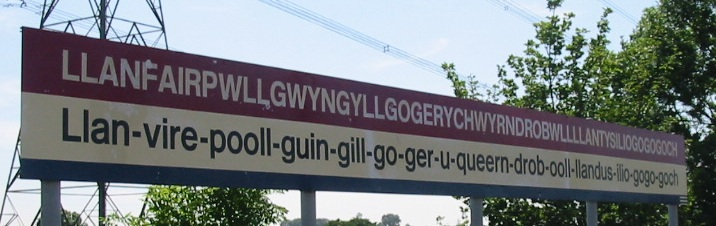
Panneau à la gare de Llanfairpwllgwyngyllgogerychwyrndrobwllllantysiliogogogoch.

Cette période vit la création d'un bureau de poste, de deux écoles, une demi-douzaine de pubs, une brasserie, un hôtel pour les visiteurs, et en 1889 12 épiceries dans le village, qui atteignit les 961 habitants. Aux environs de 1894, un marché de bestiaux commença à se monter, et dans le port voisin de Pwllfanogl une usine d'ardoise fut ouverte.
La période 1850-1914 a donc été un âge d'or dans l'histoire économique du village. Llanfairpwll était l'une des rares paroisses à Anglesey (et même dans les régions rurales du pays de Galles) qui a vu une augmentation de sa population. Toutefois, la période après 1918 a été difficile : quand les soldats sont revenus de la Grande Guerre, la commune s’est vue confrontée à l'émigration et au chômage. Il y a eu une baisse de la population, et aucune augmentation ne s’est produite à nouveau avant 1951.
Dans les années 1960 et 1970, l’activité du village commença à réapparaître. La construction de bâtiments s'étendit sur différents lieux de la commune et la population connut une forte progression, passant de 1 172 habitants en 1961 à 3 101 habitants en 1991.

## Dans les sciences
En 2020, la bactérie Myxococcus llanfairpwllgwyngyllgogerychwyrndrobwllllantysiliogogogochensis est ainsi nommée en référence à l'endroit de sa découverte.